# Benigno P. Beltran
Benigno „Ben“ Preagido Beltran SVD (* 5. Juni 1946 in Kolambugan) ist ein philippinischer Ordenspriester, Autor und Theologe.

## Leben
Beltran ist der erstgeborene Sohn von Benigno Bala Beltran sen. und Concepcion Malugas Preagido. Nach seiner Schulausbildung studierte er von 1961 bis 1965 Elektroingenieurswissenschaften an der Universität Santo Tomas in Manila. 1967 trat Beltran dem Orden der Steyler Missionare bei. Er durchlief die ordensübliche Ausbildung, zunächst in Manila, später in Rom, wo er 1985 an der Päpstlichen Universität Gregoriana mit der Dissertation Who do you say that I am? A theological inquiry into the notions held by Filipino catholics concerning the person and functions of Christ promoviert wurde. Am 23. Juni 1973 wurde er u. a. gemeinsam mit dem inzwischen emeritierten Erzbischof von Taipeh, John Hung, durch Bischof Miguel Cinches zum Priester geweiht.
Von 1978 bis 2000 war Beltran Professor für Theologie an der Theologischen Hochschule der Steyler Missionare in Tagaytay City. Zwischen 1978 und 2008 arbeitete Beltran als Geistlicher unter Müllsammlern auf der Müllhalde Smokey Mountain in Tondo-Manila, der ehemals drittgrößten Mülldeponie der Welt. Von 1985 bis 1986 fungierte er als Scholar-in-Residence bei der Catholic Theological Union in Chicago. 1988 war er Gastprofessor an der Johann Wolfgang Goethe-Universität Frankfurt am Main. 1989 wurde die Parish of the Risen Christ (Pfarrgemeinde des Auferstandenen Christus) auf dem Gebiet der Müllhalde eingerichtet und Beltran zu ihrem Pfarrer ernannt, der er bis 2008 war. 2008 war Beltran Leader-in-Residence an der Peter F. Drucker Graduate School of Management at Claremont University. Außerdem wird er als Gastprofessor an der Bakke Graduate University, Dallas, geführt. Aktuell versieht er seinen priesterlichen Dienst in der Sacred Heart Parish in Kamuning, Quezon City.

## Funktionen
Neben seinen Tätigkeiten als Geistlicher ist Beltran auch in zahlreichen Organisationen involviert, die er teilweise auch selbst gegründet hat:
- seit 1987: Präsident und CEO des Sandiwaan Center for Learning, eines Lernzentrums für Kinder und Jugendliche
- 1992–2008: Executive Director von Smokey Mountain Resource Recovery Systems
- seit 1995: Präsident und CEO der Tanzgruppe Children of Mother Earth (Tagalog: Mga Anak ni Inang Daigdig), die mit ihren Konzertreisen weltweit auftritt
- seit 2008: Präsident und CEO Veritas Social Empowerment, Inc.
- seit 2012: Hauptkoordinator der Philippine Sustainability Challenge

## Werke (Auswahl)
- Faith and struggle on Smokey Mountain: hope for a planet in peril, 2012, Orbis Books, Maryknoll, ISBN 978-1-57075-975-8
- Philippinische Theologie: in ihrem kulturellen und gesellschaftlichen Kontext, 1988, Patmos-Verlag, ISBN 978-3-491-77707-1
- Kirche auf der Kippe: biografische, pastorale und religionspädagogische Dokumente von den Philippinen, 2014, LIT Verlag, Münster, ISBN 978-3-643-12791-4 (Übersetzung von Faith and struggle on Smokey Mountain)
- The christology of the inarticulate: an inquiry into the Filipino understanding of Jesus the Christ, 1987, Divine Word Publications, Santa Cruz, ISBN 978-971-510-019-9
- Smokey Mountain: ravaged earth and wasted lives, 1994, Divine Word Publications, Santa Cruz, ISBN 978-971-510-079-3
- Who do you say that I am? A theological inquiry into the notions held by Filipino catholics concerning the person and functions of Christ, 1985, Rom (Dissertation)
- Die Lieder der Müllbergkinder, 2013, LIT Verlag, Münster, ISBN 978-3-643-12102-8 (mit Engelbert Groß und Steven Heelein)
- Unverschämte Lieder Dritte Welt will Wahrheit, 2013, LIT Verlag, Münster, ISBN 978-3-643-11947-6 (mit Engelbert Groß)
- Journey into solitude: a manual for retreats and recollections, 1984, Arnoldus Press, Manila
- Müllberg und Umweltkirche. Interkulturelle, theologische, pastorale und pädagogische Perspektiven auf den Philippinen, 2007, LIT Verlag, Münster, ISBN 978-3-8258-0875-4